# Георгієвка (Нерчинсько-Заводський район)
Гео́ргієвка (рос. Георгиевка) — село у складі Нерчинсько-Заводського району Забайкальського краю, Росія. Адміністративний центр та єдиний населений пункт Георгієвського сільського поселення.

## Населення
Населення — 266 осіб (2010; 329 у 2002).
Національний склад (станом на 2002 рік):
- росіяни — 100 %